# 彌生町 (板橋區)
彌生町（日语：／ Yayoichō */?）是東京都板橋區的町名，為不設丁番的單獨町名。
板橋區全域已實施住居表示。

## 地理
位板橋區南部。北鄰中板橋，東接仲町與大山町，南連大谷口上町及大谷口北町，西與南常盤台以河川為界。町域北邊有鐵道路線、南邊有國道、西邊有石神井川通過。

## 歷史

### 地名由來
引自此地的板橋區立彌生小學校。

### 史蹟
- 下頭橋（板橋區登錄紀念物）

## 交通

### 鐵道
- 東武鐵道
  - 東武東上線：中板橋站－僅停靠各站停車。
    - 上行：池袋方向
    - 下行：成增、川越市、寄居方向

### 巴士
- 國際興業巴士（日语：国際興業バス）
  - 大谷口上町、下頭橋
    - 光02：往池袋站東口、往光丘站
    - 池55：往池袋站東口、往小茂根五丁目

### 道路
- 國道254號（川越街道）

## 設施
- 板橋區立彌生小學校
- 板橋彌生郵便局
- 杉之子保育園
- 安利美特本社
- 萬福寺 - 山號補陀落山。
- 豐敬稻荷神社

## 備註
1. ↑  住民基本台帳による町丁目別世帯数及び人口表-東京都板橋区
2. ↑  板橋区教育委員会『いたばしの地名』，1995年3月，P127。

35°45′8″N 139°41′40″E / 35.75222°N 139.69444°E